# Дом П. Д. Климова
Дом П. Д. Климова — памятник градостроительства и архитектуры федерального значения в историческом центре Нижнего Новгорода, Большая Печёрская улица, 35. Построен в 1870—1871 годах, по проекту нижегородского губернского архитектора Р. Я. Килевейна.
В архитектурно-художественном отношении здание совмещает в себе приёмы, характерные для архитектуры эклектики и мотивы народного деревянного зодчества, в частности Нижегородскую глухую домовою резьбу. Постройка относится рядом исследователей, в том числе Ю. Н. Бубновым и С. Л. Агафоновым, к числу лучших образцов городских деревянных домов периода эклектики.

## История
Небольшая усадьба по Большой Печерской улице, на которой впоследствии выстроен дом, начала оформляться в 1826 году. Участок земли, ранее принадлежавший подпоручику дворянину А. В. Ульянинову, был отдан в дар «в вечное потомственное владение» вольноотпущенному Игнатию Иванову, бывшему дворовому человеку А. В. Ульянинова. В последующий период усадьба переходила к разным владельцам. К середине XIX века на участке был построен небольшой в три окна по фасаду деревянный на каменном полуэтаже дом, выполненный на основе образцового проекта. В январе 1852 года новой владелице, жене прапорщика Е. Ф. Хомато, был утверждён проект нового дома с мезонином.
В конце 1868 года усадьба была продана крупному строительному подрядчику того времени — потомственному почётному гражданину, нижегородскому купцу первой гильдии П. Д. Климову. Павел Дмитриевич Климов был сыном нижегородского купца, городского головы и почётного гражданина Д. И. Климова. Капитал семья получила благодаря строительным подрядам ещё до отмены крепостного права. Семейная усадьба Климовых изначально находилась на Рождественской улице, но Павел Дмитриевич решил выстроить себе новый жилой дом на тихой Большой Печерской улице.
С приездом в Нижний Новгород академика архитектуры Л. В. Даля исполнителем его проектов стал инженер Р. Я. Килевейн, который постоянно привлекал к работам Климовых, в качестве подрядчиков. Килевейн в 1849 году окончил Строительное училище Главного управления путей сообщения, служил в Казани, а с мая 1859 года стал нижегородским губернским архитектором. По его проектам и при участии были построены здание 2-го Детского приюта, Александро-Невский собор, здание ярмарочного цирка.
Л. В. Даль, страстно увлекавшийся народными истоками русского национального искусства, и прежде всего деревянным зодчеством с традиционной для Нижегородского Поволжья глухой резьбой, сильно повлиял на творчество Килевейна, который в 1870 году создал проект деревянного дома для П. Д. Климова. 5 октября план-фасады дома утвердил Строительный комитет городской управы. На следующий год деревянный на каменном этаже дом был выстроен под надзором автора проекта.
С 1881 года в доме размещалось Нижегородское управление попечения о раненых и больных воинах губернского земства, а позднее, с 1914 по 1918 год, — Общество попечения о раненых и больных воинах. По другим данным, здание принадлежало местному отделению Общества Красного Креста.
В годы советской власти дом был экспроприирован и приспособлен под коммунальное жильё. В настоящее время дом остаётся жилым с покомнатным заселением, в подвале размещаются складские помещения и санузлы. На главном фасаде установлена информационная табличка: «Объект культурного наследия Федерального значения. Жилой дом купца П. Д. Климова построен в 1871 году. Архитектор Р. Я. Килевейн. Фасад богато декорирован глухой резьбой в традициях народного зодчества Нижегородского Поволжья. Лучший образец деревянной застройки города второй половины XIX века».

## Архитектура
Дом одноэтажный деревянный на каменном цоколе с подвальным этажом. В плане близкий к квадрату. Перекрыт в целом трёхскатной крышей. Со стороны уличного фасада имеет высокую двускатную кровлю со скатом в сторону улицы.
Декор дома не был стилизован под старину, а являлся творческой переработкой русских народных традиций. В Нижнем Новгороде он стал одной из первых построек, в которой глухую рельефную резьбу использовал профессиональный архитектор. Историк архитектуры С. Л. Агафонов отмечал, что «применение глухой резьбы на городских домах становится обычным явлением в 1860—1870-е. В доме Климова, построенном в 1870 году, в самом проекте, выполненным дипломированным архитектором (Р. Я. Килевейном), были предусмотрены украшающие фасад вставки с народной резьбой».
Фасад подчёркнуто симметричный. По бокам главного фасада расположены слегка выступающие ризалиты, перекрытые двускатными кровлями и таким образом имеют треугольную форму завершения. По оси симметрии каждого ризалита расположено окно, в верхней части имеющее два треугольных пологих всплеска.
Окна ризалитов двойные «венецианские». Наличники окон как таковые отсутствуют. Окна имеют обрамления в виде отдельной полоски рамки с орнаментом в виде плетенки, звенья которой имеют вид восьмёрки, внутри которых расположены шестилепестковые цветы. Верх рамки имеет вид угла, под которым установлен накладной ромб, заполненный растительным орнаментом.
Под карнизом ризалита расположен фриз с растительным рисунком из изгибающихся ветвей с резными листьями. Под ним, по оси ризалита, в тимпане фронтона, установлен большой ромб, поверхность которого тоже покрыта растительным орнаментом, в центре которого круглая розетка с цветком с девятью лепестками, из под которых выглядывают более мелкие лепестки, расположенные по кругу. От них по секторам расходятся листья сложной конфигурации, отдалённо напоминающие классические — акантовые.
Параллельно нижним сторонам ромба на плоскости ризалитов расположены трапециевидные филенки с растительным орнаментом, в геометрическом центре которых установлена розетка. Близко к краям каждого ризалита проходят по вертикали широкие доски, украшенные глухой резьбой из витиеватого орнамента, образующего рисунок в виде вазонов, из которых «вырастает» растительный узор.
Выступающий карниз парадного фасада подшит снизу досками с растительным орнаментом, представляющим собой в ризалитах изгибающуюся ветвь с листьями волнообразного движения. Карниз в центральной части между ризалитами подшит доской, поддерживаемой чередующимися кронштейнами и круглыми цветочными розетками.
Дворовый и боковые фасады полностью лишены декора. Дворовый фасад имеет мансарду с четырьмя оконными проёмами небольшого размера. Трёхскатная кровля со стороны двора образует треугольный фронтон, по оси которого расположено квадратное чердачное окно с треугольным сандриком. Поверхность дворового фасада обшита горизонтальными досками.